# Fondation Carlsberg
La Fondation Carlsberg (en danois : Carlsbergfondet) est une fondation créée par Jacob Christian Jacobsen (en) en 1876, en affectant une partie de ses parts dans la brasserie Carlsberg pour financer et exploiter le laboratoire Carlsberg et le musée d'histoire naturelle du palais de Frederiksborg.   
La fondation s'est depuis élargie pour financer la recherche scientifique, pour gérer le Ny Carlsberg Glyptotek et, via la Fondation Tuborg, pour financer des œuvres sociales. 
En 2011, elle détenait 30,3% des actions du groupe Carlsberg et contrôlait 74,2% des droits de vote.   

## Voir également
- Fjord Carlsberg, du nom de la fondation, nommé par l'explorateur de l'Arctique Georg Carl Amdrup en 1898–1900.